# Max Melamerson
Max Melamerson (Suwałki, 17 ottobre 1881 – Roma, 1948) è stato un imprenditore e ceramista tedesco.

## Biografia
Max Melamerson nacque come Moishe Melamerson nello shtetl lituano di Suwałki (attualmente Polonia) il 17 ottobre 1881.
Si trasferì prima ad Amburgo, allora un fiorente centro culturale, e poi a Zurigo, dove studiò giurisprudenza. A Zurigo cambiò anche il proprio nome da Moishe, chiaramente ebraico, a Max.
Max Melamerson ritornò nel 1906 ad Amburgo in seguito agli studi e lì conobbe Flora Haag, della ricca borghesia intellettuale ebraica della città, peraltro imparentata con Thomas Mann.
I due si trasferirono a Berlino nel 1911, dove frequentarono le avanguardie artistiche della capitale.
Con l’inasprirsi dell’antisemitismo in Germania, nel 1926 i Melamerson si trasferirono in Italia, a Marina di Vietri, dove rileva la fabbrica di maioliche “Della Monica” e fonda la I.C.S. (Industria Ceramica Salernitana), in collaborazione con Günther Stüdemann.
Il marchio della fabbrica, un pesce stilizzato in un cerchio rosso, venne ideato dall’amico del ceramista Richard Dölker, Georg Trump, che si ispirò probabilmente al marchio di “Fontana Limite” di Günther Stüdemann, che presenta un pesce anch’esso.
La I.C.S. divenne rapidamente un centro di produzione artistica frequentato dai maggiori esponenti del “periodo tedesco” della ceramica di Vietri sul Mare. Gli artisti provengono in realtà da molti paesi del nord Europa e non solo dalla Germania. Tra gli artisti più noti che lavoreranno alla I.C.S. ricordiamo le pittrici tedesche Barbara Margarethe Therwald Hannasch e Marianne Amos, la pittrice russa Liesel Oppel, la pittrice svedese Olga Daibes, la pittrice svizzera Elisabeth Schweizer, il torniante tedesco Otto Piasche, la polacca Irene Kowaliska, i vietresi Giovannino Carrano (che diventa capo-pittore della fabbrica nel 1935) e Francesco Solimene, e l’avellinese Guido Gambone.
La I.C.S. rivoluzionò la produzione artistica vietrese, apportando innovazioni cromatiche e nuovi linguaggi decorativi influenzati dal lavoro degli artisti stranieri. Grazie a l'impulso di Flora Haag, la rivoluzione artistica della ceramica prodotta dalla I.C.S. consiste nella riqualificazione di oggetti di uso quotidiano
Fin dai primi mesi del 1927 Max Melamerson affidò la direzione artistica della fabbrica a Richard Dölker, ma la collaborazione durò solo qualche mese, e si interruppe a causa di un grosso litigio. Max Melamerson affidò allora la direzione artistica della sua fabbrica a Guido Gambone nel 1935.
Negli anni trenta la I.C.S. vinse l’appalto per produrre i pavimenti di Palazzo Venezia a Roma.
Nel 1936 Max Melamerson cominciò una collaborazione con la manifattura fiorentina Cantagalli e inviò alcuni suoi collaboratori, tra cui Guido Gambone e Francesco Solimene, a lavorare nella fabbrica di ceramica toscana.
Con l’inasprimento delle leggi razziali fasciste in Italia nel 1938, Max Melamerson cambiò il nome e la ragione sociale della sua fabbrica che divenne M.A.C.S. (Manifattura Artistica Ceramica Salernitana), ma fu nello stesso anno anche obbligato a chiuderla. Nel 1940 i coniugi Melamerson vennero deportati nel campo di internamento di Ferramonti di Tarsia in Calabria.
Di ritorno a Vietri sul Mare al termine della Seconda guerra mondiale, Max Melamerson cercò inutilmente di ricuperare ciò che restava della sua casa e della sua manifattura. Lasciò quindi Vietri sul Mare e si trasferì a Roma, dove collaborò con l’Ar.Ce.Ro.
Morì pochi anni dopo, nel 1948 a Roma.